# Dominique Choisy
Dominique Choisy, né le 28 août 1959, est un réalisateur français.

## Biographie
Ancien élève de l'IDHEC, il travaille comme monteur pour France 3. Réalisateur de cinq courts métrages, il a obtenu le prix de la critique internationale (FIPRESCI) au festival international du film de Mar del Plata 2001 pour son premier long métrage, Confort moderne, sorti en 2000.

## Filmographie
- 2000 : Confort moderne
- 2011 : Les Fraises des bois[1]
- 2019 : Ma vie avec James Dean
- 2021 : Les Mots de Taj [2]
- 2024 : Le Cyrano des champs